# Canción sentimental mexicana
La canción sentimental mexicana es una canción estilizada, comúnmente acompañada de guitarra o piano, y en ocasiones por algún ensamble. El contenido de las letras es de abandonos, enamoramientos, despedidas, descripciones de la amada, añoranzas y quejas amorosas. Las formas musicales fueron la romanza y la danza habanera.
Cultivadores de esta forma musical fueron Manuel María Ponce, Tata Nacho, Alfonso Esparza Oteo, Felipe Liera, Arturo Tolentino, Miguel Lerdo de Tejada.

## Enlaces
- Araiza sings "Estrellita" (Ponce)
- Carreras sings "Íntima" (Tata Nacho)

- Datos: Q5031532